# Gustav Weymer

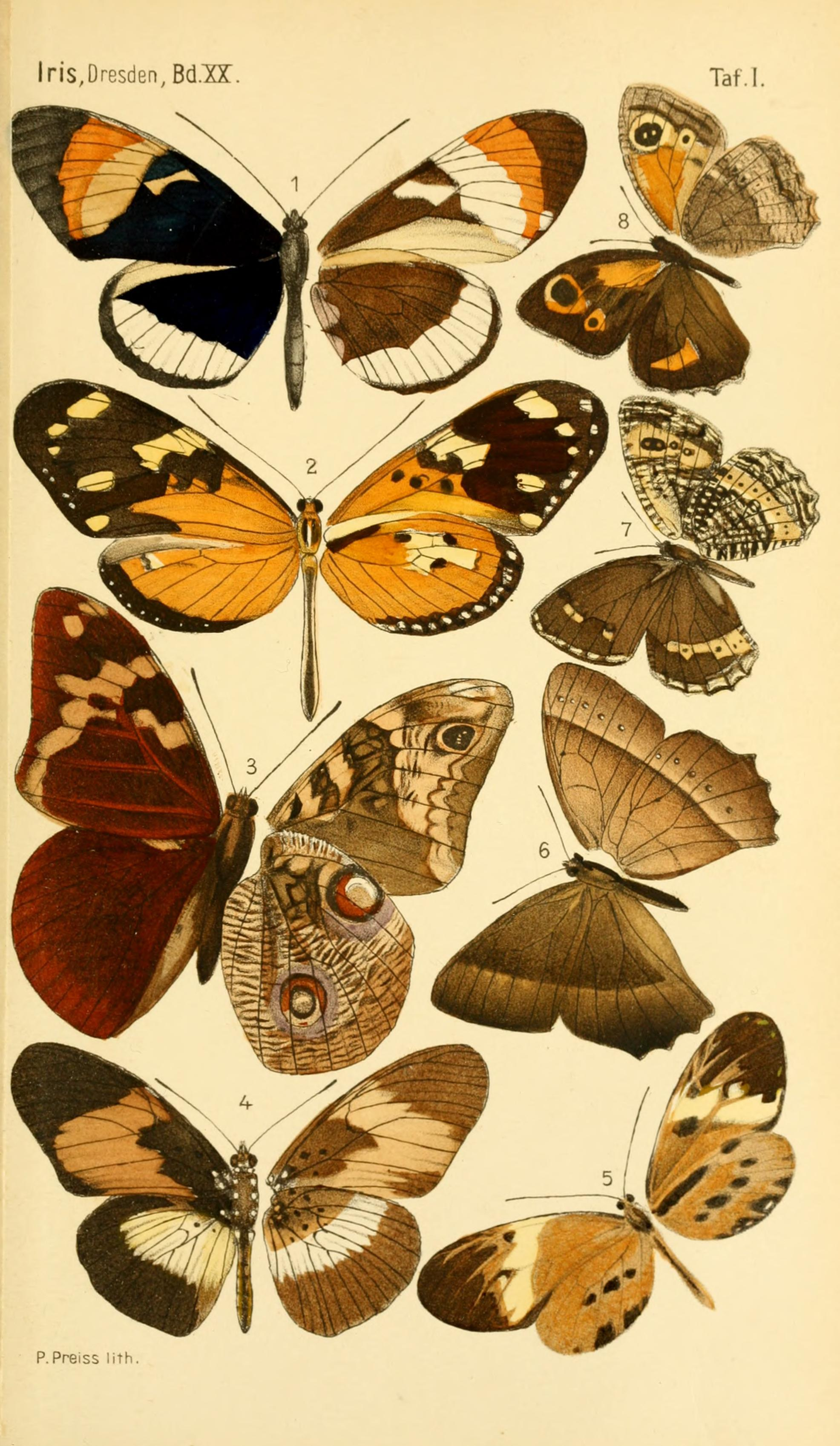
Planche 2 de Exotische Lepidopteren, 1907

Gustav Weymer est un entomologiste allemand, né en 1833 et mort en 1914.
Il est spécialiste des papillons d'Amérique du Sud dont il a décrit de nombreux taxons.
Ses collections sont conservées au Museum für Naturkunde de Berlin et au Musée d'histoire naturelle de Leipzig.
Taygetis weymeri Draudt, 1912 a été nommé en son honneur.

## Espèces décrites
- Cissia moneta
- Cissia proba
- Episcada polita
- Heliconius congener
- Taygetis acuta
- Taygetis angulosa Weymer, 1907
- Taygetis asterie Weymer, 1910
- Taygetis elegia Weymer, 1910
- Taygetis mermeria
- Taygetis rectifascia Weymer, 1907
- Taygetis tripunctata Weymer, 1907
- Taygetis uncinata Weymer, 1907